# Tätervolk (Band)
Tätervolk ist eine Rechtsrock-Band aus dem Raum Berlin. Die seit spätestens 2009 existierende Band ist in der neonazistischen Szene Deutschlands stark vernetzt.
Die Texte der Band sind geprägt von völkischen Parolen; Tätervolk singt: „Der Rassenkrieg beginnt, seht ihr es denn nicht“. 2009 wurde ihr bis dahin einziges Album In brauner Uniform indiziert. 2010 wurde gegen Bandmitglieder wegen Volksverhetzung ermittelt.
Die Band trat auch unter geändertem Namen auf. 2010 beispielsweise spielte sie in Schönwalde-Glien bei Berlin als „Totalverlust“. Tätervolk spielte bei Veranstaltungen der NPD und anderen Rechtsrock-Events, wie 2016 bei „Rock gegen Überfremdung“.

## Diskografie
- 2009: In brauner Uniform (indiziert)
- 2012: Das Schlimmste ist... (Nordland Records)
- 2014: Musikkrieg (Rebel Records)
- 2015: Chefsache (mit der Band Valhöll, Abendland Records)
- 2020: Aus besseren Tagen (Panzerfaust Records)